# Riama unicolor
Riama unicolor là một loài thằn lằn trong họ Gymnophthalmidae. Loài này được Gray mô tả khoa học đầu tiên năm 1858.

## Hình ảnh

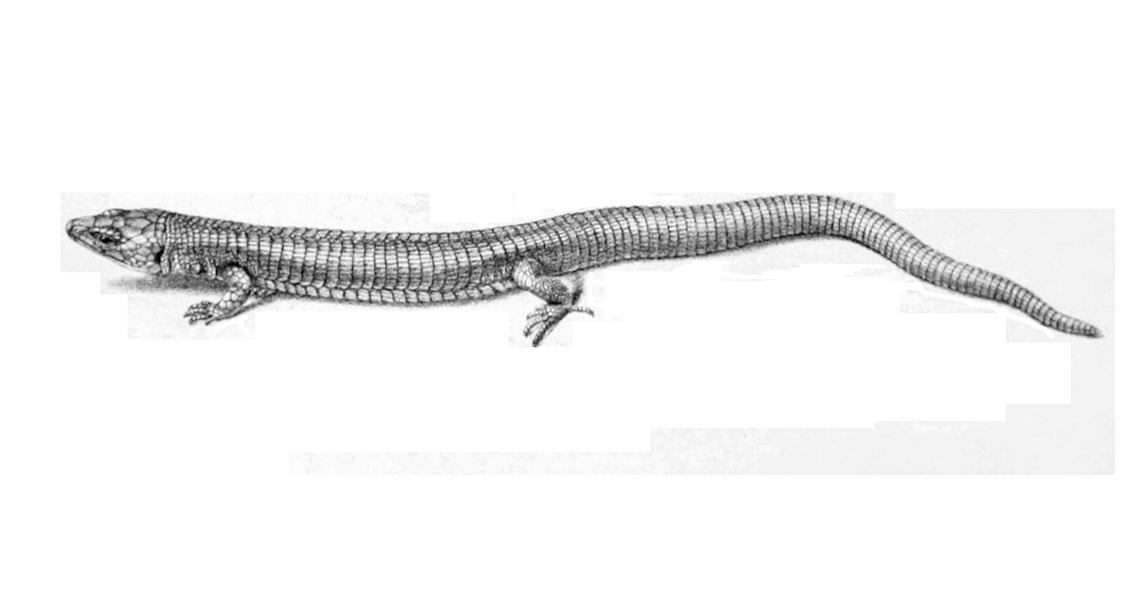